# 小行星6877
小行星6877（6877 Giada）是一颗绕太阳运转的小行星，为主小行星带小行星。该小行星于1994年10月10日发现。

## 轨道参数
小行星6877的轨道半长轴为2.3220537 UA，离心率为0.135。